# Konferenz Bibeltreuer Ausbildungsstätten
Der Verein Konferenz bibeltreuer Ausbildungsstätten e. V. (KbA) mit Sitz in Bergneustadt wurde im Jahr 2000 gegründet und ist ein Zusammenschluss von evangelikalen Bibelschulen, Theologischen Seminaren und Hochschulen, vorwiegend aus dem deutschsprachigen Raum.
Im Jahr 2021 gehörten 33 theologische Ausbildungsstätten und zwei Gastmitglieder zur KbA; 2003 waren es 31 mit rund 1.700 Vollzeitstudierenden gewesen. Diese haben die Förderung der Ausbildung in Evangelikaler Theologie zum Ziel.
Es finden jährliche Tagungen statt, die von einer der Mitgliedsorganisationen veranstaltet wird und der thematischen Arbeit dienen.

## Glaubensgrundlage
Die Mitgliedseinrichtungen verbindet eine gemeinsame Glaubensgrundlage. Dieses Bekenntnis betont die göttliche Inspiration und Unfehlbarkeit der gesamten Bibel, die Einheit von Gott Vater, Sohn und Heiligem Geist, die „völlige Sündhaftigkeit der menschlichen Natur“ sowie „das ewige Verlorensein des unerlösten Menschen“ und die persönliche Annahme des Glaubens (Bekehrung). Weitere Positionen beinhalten die Gottheit Jesu Christi, seine Jungfrauen-Geburt und seinen Kreuzestod, seine leibhaftige Auferstehung, Himmelfahrt und gegenwärtige Erhöhung zur Rechten Gottes sowie seine Wiederkunft – altkirchliche bzw. reformatorische Dogmen, wie sie etwa im Apostolischen Glaubensbekenntnis ausgedrückt sind.
Die KbA versteht Gemeinde als Versammlung der Gläubigen und macht den Missionsbefehl zu einer ihrer Kernaussagen.

## Historische Entwicklung
Die Konferenz wurde 1963 durch die Initiative von Heinrich Jochums, Direktor der Evangelischen Gesellschaft für Deutschland, gegründet. An der ersten Zusammenkunft nahmen zehn Leiter und Lehrer aus drei Bibelschulen (Brake, Hagen und Wuppertal) teil.
Anlass dieses Treffens aber war die Einschätzung der Beteiligten, „dass sich die theologischen Fakultäten der deutschen Hochschulen mit ihrer bibelkritischen Theologie in einer desolaten Situation befanden“. Auf dieser ersten Zusammenkunft wurde beschlossen, ein jährliches Treffen durchzuführen, zu dem alle Bibelschulen eingeladen werden sollten, die sich zu den oben gefassten Glaubensgrundlagen bekennen.
Pfarrer Jochums, der 1960 das Bibelseminar Wuppertal gegründet hatte und Veranstalter von sogenannten „Predigerrüsten“ wurde, nahm den „Mangel an Mitarbeitern im Werk des Herrn und [den] immer weiter um sich greifende[n] Zweifel an der Autorität der Heiligen Schrift“ zum Anlass, Gleichgesinnte zu suchen. Die Idee, ein regelmäßiges Treffen abzuhalten, wuchs im Laufe der nächsten drei Jahre.
Die erste Konferenz fand am 11. November 1964 im Bibelseminar Wuppertal statt. Seither findet jedes Jahr im November diese Konferenz statt. Gastgeber ist jeweils eine andere Ausbildungsstätte.

### Konferenz bibelgläubiger Seminare und Lehrer
1965 gab man sich den Namen „Konferenz bibelgläubiger Seminare und Lehrer“, der Name war Programm. Neben Ausbildungsstätten konnten auch einzelne Dozenten Mitglied werden. Wer nicht Mitglied werden wollte, konnte als Gast an der Konferenz teilnehmen. Als Glaubensgrundlage wurde das Bekenntnis von Trans World Radio übernommen. Man wollte bewusst keine eigene Glaubensgrundlage formulieren, um so die Verbundenheit mit der weltweiten Christenheit auszudrücken, die das gleiche Bekenntnis vertritt. An der Konferenz 1965 nahmen bereits 15 Ausbildungsstätten teil.

### Heutiger Name und Struktur
1975 wurde die Namensänderung in „Konferenz bibeltreuer Ausbildungsstätten“ beschlossen. Die Konferenz wurde immer mehr zur festen Institution. Die Zahl der Mitglieder wuchs. 1989 wurde eine Satzung verabschiedet, die der Konferenz eine feste Ordnung gab, mit Vorsitzendem und siebenköpfigem Vorstand, der von den Mitgliedsschulen nach einem Proporzschlüssel gewählt wird.
Seit 2000 ist die KbA ein eingetragener Verein, zu dem theologische Studieneinrichtungen (Theologische Seminare, Bibelschulen, Theologische Akademien, Kurzbibelschulen etc.) in Deutschland, Österreich, der Schweiz, Belgien und Frankreich gehören. Mitglied der KbA können heute nur noch Ausbildungsstätten werden, sofern sie mit den Glaubensgrundlagen übereinstimmen. Die Einzelmitgliedschaft ist seit Gründung des e. V. nicht mehr möglich, es gibt aber noch den Gaststatus.
Vorsitzender ist Heinrich Derksen, der 2025 Stephan Holthaus in diesem Amt ablöste.

## Ziele
Wenn es anfangs keine fest formulierten Zielsetzungen für die Konferenz gab, so geht aus den verschiedenen Schreiben und Protokollen der Anfangszeit sehr deutlich hervor, welche Zielsetzungen die Teilnehmenden verfolgten:
1. „die Zurüstung zur erwecklich-missionarischen Verkündigung“
2. „die Ausbildung auf der Grundlage der ganzen Heiligen Schrift als dem zuverlässigen und untrüglichen Wort Gottes“
3. „die Ablehnung jeder Art von Bibelkritik“

Gerade der letzte Punkt führte zu Kontroversen. Im Mittelpunkt der Auseinandersetzung standen zwei Dozenten des Theologischen Seminars der Liebenzeller Mission, der Direktor Heinzpeter Hempelmann und der Alttestamentler Erich Scheurer. Es sei, so die Kritik, nicht erkennbar, dass sich Scheurer von der literarkritischen Mehrheitsmeinung der staatlichen theologischen Hochschulen abhebe, monierte u. a. Walter Hilbrands, Dozent an der Freien Theologischen Hochschule (FTH) Gießen. Das Bibelcenter Breckerfeld bemängelte, dass Zweifel an der Autorenschaft eines biblischen Buches Anfang einer Bewegung sind, die von der Botschaft der Bibel wegführt. Breckerfeld hat sich infolge der fortlaufenden Auseinandersetzung von der KbA getrennt, ist aber zwischenzeitlich als Beobachter wieder zurückgekehrt.
Daneben war auch die Anerkennung der Chicagoer Erklärung ein Streitpunkt: Hempelmann griff die 1978 von Evangelikalen verabschiedete Chicago-Erklärung zur Irrtumslosigkeit der Bibel an. Damit reagierte er auf vorausgegangene öffentliche Attacken verschiedener Theologen (Lothar Gassmann, Reinhard Möller), die die theologische Geradlinigkeit der Liebenzeller Schule angezweifelt hatten.